# Tom Craig
Thomas „Tom“ William Craig (* 3. September 1995 in Sydney) ist ein australischer Hockeyspieler, der mit der australischen Hockeynationalmannschaft 2018 bei den Commonwealth Games gewann, 2021 erhielt er die olympische Silbermedaille.

## Sportliche Karriere
Tom Craig gehörte bereits 2016 zum erweiterten Kader für die Olympischen Spiele in Rio de Janeiro, wurde aber nicht eingesetzt. Ende 2016 belegte er mit der australischen U21-Nationalmannschaft den vierten Platz bei der U21-Weltmeisterschaft. Im April 2018 fanden in Gold Coast die Commonwealth Games statt. Die Australier besiegten im Halbfinale die englische Mannschaft mit 2:1 und im Finale die Neuseeländer mit 2:0. Tom Craig war in allen sechs Spielen dabei, erzielte aber kein Tor. Ende 2018 fand in Bhubaneswar die Weltmeisterschaft statt. Die Australier unterlagen im Halbfinale den Niederländern nach Penaltyschießen. Das Spiel gegen die Engländer um den dritten Platz gewannen die Australier mit 8:1. Tom Craig war in allen sechs Spielen dabei und erzielte im Turnierverlauf vier Tore, drei davon im Spiel um Bronze.
Bei den 2021 ausgetragenen Olympischen Spielen in Tokio gewannen die Australier ihre Vorrundengruppe und entschieden im Viertelfinale das Penaltyschießen gegen die Niederländer für sich. Nach einem Halbfinalsieg über die deutsche Mannschaft unterlagen die Australier im Finale den Belgiern im Penaltyschießen. Tom Craig wurde nur im Vorrundenspiel gegen Japan eingesetzt und erzielte in diesem Spiel einen Treffer.
Bei der Weltmeisterschaft 2023 in Bhubaneswar gewannen die Australier im Viertelfinale gegen die spanische Mannschaft und verloren im Halbfinale gegen die Deutschen. Das Spiel um Bronze entschieden die Niederländer mit 3:1 für sich. Craig war in allen Spielen dabei. Bei den Olympischen Spielen 2024 in Paris schieden die Australier im Viertelfinale gegen die Niederländer aus. Craig wirkte in allen sechs Spielen mit.
Der 1,86 Meter große Tom Craig spielt bei New South Wales Pride. 2022 bestritt er sein 100. Länderspiel, nach den Olympischen Spielen in Paris waren es 142 Länderspiele.